# Отворено првенство Србије у тенису 2009.
Отворено првенство Србије 2009 (познато и под називом Serbia Open 2019) је тениски турнир који се играо на отвореним теренима спортског центра Милан Гале Мушкатировић у Београду од 2. до 10. маја 2009. године. Спонзор турнира био је Телеком Србија. Овај турнир је постао један од АТП турнира који се игра за АТП бодове и први пут је одржан у овом облику 2009. године.
Водећи играчи турнира у појединачном делу такмичења били су Новак Ђоковић, уједно тада најбоље пласирани учесник турнира на АТП листи, Иво Карловић, хрватски тенисер, финалиста Кроација опена, Игор Андрејев, италијан Андреас Сепи, Виктор Троицки, Иван Љубичић, Арно Клеман и Кристофер Рохус.
У паровима су учествовали вишеструки шампиони у дублу, Данијел Нестор и Ненад Зимоњић, обојица рођени у Београду (Нестор се још као млад преселио у Канаду па се води као Канађанин), Лукас Кубот и Оливер Марач, Стефан Хуш, Рос Хачинс и Симон Аспелин и Пол Хенли.

## Учесници

### Носиоци
| Играч          | Националност | Рангиран* | Носилац |
| -------------- | ------------ | --------- | ------- |
| Новак Ђоковић  | Србија       | 3         | 1       |
| Иво Карловић   | Хрватска     | 24        | 2       |
| Игор Андрејев  | Русија       | 25        | 3       |
| Андреас Сепи   | Италија      | 37        | 4       |
| Виктор Троицки | Србија       | 40        | 5       |
| Иван Љубичић   | Хрватска     | 52        | 6       |
| Арно Клеман    | Француска    | 54        | 7       |
| Кристоф Рохус  | Белгија      | 55        | 8       |

- Носиоци групе су одређивани у зависносто од позиције на АТП листи од 27. априла 2009.

### Остали учесници
Учесници са вајлд картама:
- Филип Крајиновић
- Арсеније Златановић
- Маркос Багдатис

Учесници који су остварили право кроз квалификације:
- Виктор Кривои
- Флавио Ћипола
- Сантијаго Вентура
- Доминик Хрбати
- Лукаш Кубот

## Шампиони

### Појединачно
Новак Ђоковић —  Лукаш Кубот, 6–3, 7–6(0)
- Ово је била Ђоковићева друга титула у години од укупно 13 које је освојио.

### Парови
Лукаш Кубот /  Оливер Марах —  Јохан Брунстром /  Жан-Жилијен Рохер, 6–2, 7–6(3)